# Rudus
Das Rudus ist ein Schwert aus Sumatra. Weitere Bezeichnungen sind auch Candong, Corik, Klewang Langtrieng, Klewang Lipeh Oedjong,  Klewang Lipeh Ujong, Klewang Peh Lam Trieng, Oedjong Tipis, Pedang Aceh, Roedoes, Roedoes Peh Lam Trieng, Roedoih, Rudos, Tjandong oder Tjorik.

## Beschreibung
Das Rudus hat eine gerade, zweischneidige, bauchige Klinge. Die Klinge wird vom Heft zum Ort breiter und ist im Ortbereich bauchig. Der Klingenrücken ist gerade und läuft zum Ort gebogen, die Schneide ist ebenfalls gerade. Die Schneide ist auf der geraden Seite der Klinge. Die Klinge ist vom Ort zum Heft nur etwa auf einer Länge von zwei bis drei Vierteln scharf geschliffen und hat einen schmalen Hohlschliff, der unterhalb des Rückens vom Heft zum Ort etwa 10 Zentimeter lang verläuft. Etwa ein Drittel des Klingenrückens ist ebenfalls vom Ort zum Heft geschliffen. Auf dem Rücken sind geometrische Linien eingeschlagen, die etwa 20 Zentimeter lang sind. Das Heft besteht aus Holz oder Horn. Es hat kein Parier aber zwischen Heft und Klinge eine metallene Zwinge, die zur besseren Befestigung zwischen Heft und Klinge dient. Das Heft ist im Knaufbereich leicht zur Schneide hin abgebogen. Es gibt zwei Heftversionen die benutzt werden:
1. Hulu Cannge Gliwang: Das Heft hat einen ausgeschnitzten Vorsprung am Knauf.
2. Hulu Tapa Guda: Das Heft hat keinen ausgeschnitzten Vorsprung am Knauf.

Die Volksgruppe der Pakpak nennen die Heftformen Sukul Jering und Sukul Ngangan.
Das Rudus hat gewöhnlich keine Scheiden und wird nicht im Gürtel, sondern in der Hand getragen. In manchen Fällen gibt es einen Klingenschutz der aus Ziegenhaut oder Palmblättern hergestellt ist. Bei den Pakpak gilt das Rudus als zeremonielle Waffe, die nicht im Kampf benutzt wird. Das Rudus wird von Ethnien in Sumatra benutzt.